# Bahnstrecke Fjerritslev–Frederikshavn
| Fjerritslev-Frederikshavn Jernbane |                                                                                      |                                                                        |                                                                        |
| Streckennummer: | FFJ                                                                                  |                                                                        |                                                                        |
| Streckenlänge: | 136,9 km                                                                             |                                                                        |                                                                        |
| Spurweite: | 1435 mm (Normalspur)                                                                 |                                                                        |                                                                        |
| Maximale Neigung: | Nørresundby–Fjerritslev: 7,13 ‰ Nørresundby–Sæby–Frederikshavn: 6,67 ‰ Krøllen: 10 ‰ |                                                                        |                                                                        |
| Minimaler Radius: | Nørresundby–Fjerritslev: 596 m Nørresundby–Sæby–Frederikshavn: 502 m Krøllen: 165 m  |                                                                        |                                                                        |
| |                                                                                      |                                                                        |                                                                        |
| \| Strecke \| \| Bahnstrecke Frederikshavn–Skagen von Skagen \| Bahnstrecke Frederikshavn–Skagen von Skagen \| \| Abzweig geradeaus und von rechts \| \| Bahnstrecke Frederikshavn–Aalborg von Hjørring \| Bahnstrecke Frederikshavn–Aalborg von Hjørring \| \| Strecke von links (außer Betrieb) · Strecke von rechts \| \| \| \| \| Strecke (außer Betrieb) · Kopfbahnhof Streckenende · Strecke \| 80,6 \| Frederikshavn (ab 1979) \| Frederikshavn (ab 1979) \| \| Bahnhof (Strecke außer Betrieb) · Strecke \| \| Frederikshavn (alter Bahnhof bis 1979) \| Frederikshavn (alter Bahnhof bis 1979) \| \| Dienststation / Betriebs- oder Güterbahnhof (Strecke außer Betrieb) · Strecke \| \| Frederikshavn G (bis 1962) \| Frederikshavn G (bis 1962) \| \| Abzweig geradeaus und nach links (Strecke außer Betrieb) · Strecke quer (außer Betrieb) · Abzweig geradeaus und ehemals von rechts \| \| \| \| \| Strecke (außer Betrieb) · ehemaliger Bahnhof \| \| Frederikshavn Havnestation (bis 1964) \| Frederikshavn Havnestation (bis 1964) \| \| Strecke (außer Betrieb) \| \| Hafenbahn Frederikshavn \| Hafenbahn Frederikshavn \| \| Strecke nach links (außer Betrieb) · Strecke von rechts (außer Betrieb) \| \| \| \| \| Bahnhof (Strecke außer Betrieb) \| 77,7 \| Bangsbo (als Bahnhof erbaut, später Hst.) \| Bangsbo (als Bahnhof erbaut, später Hst.) \| \| Bahnhof (Strecke außer Betrieb) \| 74,5 \| Understed (als Bahnhof erbaut, später Hst.) \| Understed (als Bahnhof erbaut, später Hst.) \| \| Haltepunkt / Haltestelle (Strecke außer Betrieb) \| 71,8 \| Sulbæk (ab 1929) \| Sulbæk (ab 1929) \| \| Haltepunkt / Haltestelle (Strecke außer Betrieb) \| 68,8 \| Kurhotellet (ab 1903, ab 1955 nur im Sommer) \| Kurhotellet (ab 1903, ab 1955 nur im Sommer) \| \| Brücke über Wasserlauf (Strecke außer Betrieb) \| \| Humlebroen über den Sæby å \| Humlebroen über den Sæby å \| \| Bahnhof (Strecke außer Betrieb) \| 68,0 \| Sæby \| Sæby \| \| Abzweig geradeaus und nach links (Strecke außer Betrieb) \| \| Hafenbahn Sæby \| Hafenbahn Sæby \| \| Haltepunkt / Haltestelle (Strecke außer Betrieb) \| 65,9 \| Lyngsåvej (ab 1951) \| Lyngsåvej (ab 1951) \| \| Bahnhof (Strecke außer Betrieb) \| 62,7 \| Volstrup \| Volstrup \| \| Haltepunkt / Haltestelle (Strecke außer Betrieb) \| 61,1 \| Volstrup Hede (ab 1955) \| Volstrup Hede (ab 1955) \| \| Abzweig geradeaus und von rechts (Strecke außer Betrieb) \| \| von Hjørring \| von Hjørring \| \| Bahnhof (Strecke außer Betrieb) \| 58,8 \| Hørby \| Hørby \| \| Haltepunkt / Haltestelle (Strecke außer Betrieb) \| 57,0 \| Haven (ab 1949) \| Haven (ab 1949) \| \| Bahnhof (Strecke außer Betrieb) \| 53,4 \| Dybvad \| Dybvad \| \| Haltepunkt / Haltestelle (Strecke außer Betrieb) \| 51,1 \| Idskov (ab 1952) \| Idskov (ab 1952) \| \| Bahnhof (Strecke außer Betrieb) \| 48,7 \| Præstbro \| Præstbro \| \| Haltepunkt / Haltestelle (Strecke außer Betrieb) \| 47,1 \| Lunderhede (ab 1949) \| Lunderhede (ab 1949) \| \| Haltepunkt / Haltestelle (Strecke außer Betrieb) \| \| Gammel Agersted (seit 1960) \| Gammel Agersted (seit 1960) \| \| Bahnhof (Strecke außer Betrieb) \| 44,5 \| Agersted \| Agersted \| \| Haltepunkt / Haltestelle (Strecke außer Betrieb) \| 41,8 \| Skelgården \| Skelgården \| \| Abzweig geradeaus und von links (Strecke außer Betrieb) \| \| Bahnstrecke Ørsø–Asaa nach Asaa \| Bahnstrecke Ørsø–Asaa nach Asaa \| \| Abzweig geradeaus und von rechts (Strecke außer Betrieb) \| \| geplante Bahnstrecke Brønderslev–Ørsø \| geplante Bahnstrecke Brønderslev–Ørsø \| \| Bahnhof (Strecke außer Betrieb) \| 40,2 \| Ørsø \| Ørsø \| \| Bahnhof (Strecke außer Betrieb) \| 37,1 \| Dronninglund \| Dronninglund \| \| Bahnhof (Strecke außer Betrieb) \| 33,2 \| Rørholt (ursprünglich Bolle, im letzten Betriebsjahr Hst.) \| Rørholt (ursprünglich Bolle, im letzten Betriebsjahr Hst.) \| \| Haltepunkt / Haltestelle (Strecke außer Betrieb) \| 30,1 \| Gettrup (ab 1949) \| Gettrup (ab 1949) \| \| Bahnhof (Strecke außer Betrieb) \| 27,9 \| Ulsted \| Ulsted \| \| Haltepunkt / Haltestelle (Strecke außer Betrieb) \| 25,0 \| Øster Hassing Kær (ab 1934) \| Øster Hassing Kær (ab 1934) \| \| Abzweig geradeaus und von links (Strecke außer Betrieb) \| \| geplante Bahnstrecke Gandrup–Hals \| geplante Bahnstrecke Gandrup–Hals \| \| Bahnhof (Strecke außer Betrieb) \| 22,8 \| Gandrup \| Gandrup \| \| Bahnhof (Strecke außer Betrieb) \| 19,8 \| Vester Hassing (als Bahnhof erbaut, später Hst.) \| Vester Hassing (als Bahnhof erbaut, später Hst.) \| \| Bahnhof (Strecke außer Betrieb) \| 16,5 \| Stae (als Bahnhof erbaut, später Hst.) \| Stae (als Bahnhof erbaut, später Hst.) \| \| Bahnhof (Strecke außer Betrieb) \| 15,0 \| Langholt \| Langholt \| \| Abzweig geradeaus und von rechts (Strecke außer Betrieb) \| \| von Østervrå \| von Østervrå \| \| Bahnhof (Strecke außer Betrieb) \| 11,5 \| Vodskov \| Vodskov \| \| Haltepunkt / Haltestelle (Strecke außer Betrieb) \| 7,9 \| Engholm Strand (1931–1949) \| Engholm Strand (1931–1949) \| \| Bahnhof (Strecke außer Betrieb) \| 2,9 \| Nørresundby Havnestation \| Nørresundby Havnestation \| \| Abzweig geradeaus und von links (Strecke außer Betrieb) \| \| Hafenbahn Norresundby \| Hafenbahn Norresundby \| \| Strecke von links (außer Betrieb) · Strecke nach rechts (außer Betrieb) \| \| Bahnstrecke Randers–Aalborg von Randers, Bahnstrecke Aalborg–Hvalpsund \| Bahnstrecke Randers–Aalborg von Randers, Bahnstrecke Aalborg–Hvalpsund \| \| Strecke (außer Betrieb) · Strecke von links \| \| von Hvalpsund und Bahnstrecke Aalborg–Hadsund von Hadsund \| von Hvalpsund und Bahnstrecke Aalborg–Hadsund von Hadsund \| \| Strecke (außer Betrieb) · Bahnhof \| 0,0 \| Aalborg \| Aalborg \| \| Strecke (außer Betrieb) · Haltepunkt / Haltestelle \| \| Aalborg Vestby (seit 2003) \| Aalborg Vestby (seit 2003) \| \| Strecke (außer Betrieb) · Brücke über Wasserlauf \| \| Limfjorden \| Limfjorden \| \| Strecke nach links (außer Betrieb) · Abzweig geradeaus, ehemals nach rechts und ehemals von rechts \| \| \| \| \| ehemaliger Bahnhof \| 2,6 \| Nørresundby \| Nørresundby \| \| Bahnhof \| \| Lindholm (seit 2002) \| Lindholm (seit 2002) \| \| Abzweig geradeaus und ehemals nach links \| \| Hafenbahn Norresundby \| Hafenbahn Norresundby \| \| Abzweig ehemals geradeaus und nach rechts \| \| Bahnstrecke Frederikshavn–Aalborg nach Hjørring \| Bahnstrecke Frederikshavn–Aalborg nach Hjørring \| \| Haltepunkt / Haltestelle (Strecke außer Betrieb) \| 4,7 \| Voerbjerg (ab 1957) \| Voerbjerg (ab 1957) \| \| Haltepunkt / Haltestelle (Strecke außer Betrieb) \| 8,3 \| Vadum Kirke (ab 1934) \| Vadum Kirke (ab 1934) \| \| Bahnhof (Strecke außer Betrieb) \| 9,9 \| Vadum \| Vadum \| \| Abzweig geradeaus und von links (Strecke außer Betrieb) \| \| Aalborg Lufthavn \| Aalborg Lufthavn \| \| Haltepunkt / Haltestelle (Strecke außer Betrieb) \| 11,5 \| Nørlang (ab 1949) \| Nørlang (ab 1949) \| \| Bahnhof (Strecke außer Betrieb) \| 14,0 \| Biersted \| Biersted \| \| Haltepunkt / Haltestelle (Strecke außer Betrieb) \| 17,5 \| Knøsgård \| Knøsgård \| \| Bahnhof (Strecke außer Betrieb) \| 19,2 \| Aabybro \| Aabybro \| \| Bahnhof (Strecke außer Betrieb) \| 20,2 \| Ryå (ab 1913) \| Ryå (ab 1913) \| \| Abzweig geradeaus und nach rechts (Strecke außer Betrieb) \| \| Bahnstrecke Hjørring–Løkken–Aabybro nach Løkken \| Bahnstrecke Hjørring–Løkken–Aabybro nach Løkken \| \| Bahnhof (Strecke außer Betrieb) \| 22,6 \| Birkelse \| Birkelse \| \| Haltepunkt / Haltestelle (Strecke außer Betrieb) \| 25,1 \| Ulveskoven (ab 1949) \| Ulveskoven (ab 1949) \| \| Haltepunkt / Haltestelle (Strecke außer Betrieb) \| 26,3 \| Langeslund Mark (ab 1953) \| Langeslund Mark (ab 1953) \| \| Bahnhof (Strecke außer Betrieb) \| 27,1 \| Arentsminde \| Arentsminde \| \| Bahnhof (Strecke außer Betrieb) \| 29,7 \| Halvrimmen \| Halvrimmen \| \| Haltepunkt / Haltestelle (Strecke außer Betrieb) \| 31,4 \| Jægerum \| Jægerum \| \| Bahnhof (Strecke außer Betrieb) \| 34,0 \| Brovst \| Brovst \| \| Bahnhof (Strecke außer Betrieb) \| 36,5 \| Skovsgård \| Skovsgård \| \| Haltepunkt / Haltestelle (Strecke außer Betrieb) \| 38,3 \| Årupvej (ab 1949) \| Årupvej (ab 1949) \| \| Haltepunkt / Haltestelle (Strecke außer Betrieb) \| 29,3 \| Årup Hede (ab 1961) \| Årup Hede (ab 1961) \| \| Bahnhof (Strecke außer Betrieb) \| 44,7 \| Bonderup \| Bonderup \| \| Haltepunkt / Haltestelle (Strecke außer Betrieb) \| 45,7 \| Myager (ab 1965) \| Myager (ab 1965) \| \| Haltepunkt / Haltestelle (Strecke außer Betrieb) \| 46,6 \| Skræm \| Skræm \| \| Haltepunkt / Haltestelle (Strecke außer Betrieb) \| 47,6 \| Husby (ab 1936) \| Husby (ab 1936) \| \| Haltepunkt / Haltestelle (Strecke außer Betrieb) \| 49,3 \| Ågård Skov (ab 1952) \| Ågård Skov (ab 1952) \| \| Bahnhof (Strecke außer Betrieb) \| 52,7 \| Fjerritslev \| Fjerritslev \| \| Strecke (außer Betrieb) \| \| Bahnstrecke Thisted–Fjerritslev nach Thisted \| Bahnstrecke Thisted–Fjerritslev nach Thisted \| \| \| \| \| \| \| Quellen: [1] \| \| \| \| |                                                                                      |                                                                        |                                                                        |
| Strecke |                                                                                      | Bahnstrecke Frederikshavn–Skagen von Skagen                            | Bahnstrecke Frederikshavn–Skagen von Skagen                            |
| Abzweig geradeaus und von rechts |                                                                                      | Bahnstrecke Frederikshavn–Aalborg von Hjørring                         | Bahnstrecke Frederikshavn–Aalborg von Hjørring                         |
| Strecke von links (außer Betrieb) · Strecke von rechts |                                                                                      |                                                                        |                                                                        |
| Strecke (außer Betrieb) · Kopfbahnhof Streckenende · Strecke | 80,6                                                                                 | Frederikshavn (ab 1979)                                                | Frederikshavn (ab 1979)                                                |
| Bahnhof (Strecke außer Betrieb) · Strecke |                                                                                      | Frederikshavn (alter Bahnhof bis 1979)                                 | Frederikshavn (alter Bahnhof bis 1979)                                 |
| Dienststation / Betriebs- oder Güterbahnhof (Strecke außer Betrieb) · Strecke |                                                                                      | Frederikshavn G (bis 1962)                                             | Frederikshavn G (bis 1962)                                             |
| Abzweig geradeaus und nach links (Strecke außer Betrieb) · Strecke quer (außer Betrieb) · Abzweig geradeaus und ehemals von rechts |                                                                                      |                                                                        |                                                                        |
| Strecke (außer Betrieb) · ehemaliger Bahnhof |                                                                                      | Frederikshavn Havnestation (bis 1964)                                  | Frederikshavn Havnestation (bis 1964)                                  |
| Strecke (außer Betrieb) |                                                                                      | Hafenbahn Frederikshavn                                                | Hafenbahn Frederikshavn                                                |
| Strecke nach links (außer Betrieb) · Strecke von rechts (außer Betrieb) |                                                                                      |                                                                        |                                                                        |
| Bahnhof (Strecke außer Betrieb) | 77,7                                                                                 | Bangsbo (als Bahnhof erbaut, später Hst.)                              | Bangsbo (als Bahnhof erbaut, später Hst.)                              |
| Bahnhof (Strecke außer Betrieb) | 74,5                                                                                 | Understed (als Bahnhof erbaut, später Hst.)                            | Understed (als Bahnhof erbaut, später Hst.)                            |
| Haltepunkt / Haltestelle (Strecke außer Betrieb) | 71,8                                                                                 | Sulbæk (ab 1929)                                                       | Sulbæk (ab 1929)                                                       |
| Haltepunkt / Haltestelle (Strecke außer Betrieb) | 68,8                                                                                 | Kurhotellet (ab 1903, ab 1955 nur im Sommer)                           | Kurhotellet (ab 1903, ab 1955 nur im Sommer)                           |
| Brücke über Wasserlauf (Strecke außer Betrieb) |                                                                                      | Humlebroen über den Sæby å                                             | Humlebroen über den Sæby å                                             |
| Bahnhof (Strecke außer Betrieb) | 68,0                                                                                 | Sæby                                                                   | Sæby                                                                   |
| Abzweig geradeaus und nach links (Strecke außer Betrieb) |                                                                                      | Hafenbahn Sæby                                                         | Hafenbahn Sæby                                                         |
| Haltepunkt / Haltestelle (Strecke außer Betrieb) | 65,9                                                                                 | Lyngsåvej (ab 1951)                                                    | Lyngsåvej (ab 1951)                                                    |
| Bahnhof (Strecke außer Betrieb) | 62,7                                                                                 | Volstrup                                                               | Volstrup                                                               |
| Haltepunkt / Haltestelle (Strecke außer Betrieb) | 61,1                                                                                 | Volstrup Hede (ab 1955)                                                | Volstrup Hede (ab 1955)                                                |
| Abzweig geradeaus und von rechts (Strecke außer Betrieb) |                                                                                      | von Hjørring                                                           | von Hjørring                                                           |
| Bahnhof (Strecke außer Betrieb) | 58,8                                                                                 | Hørby                                                                  | Hørby                                                                  |
| Haltepunkt / Haltestelle (Strecke außer Betrieb) | 57,0                                                                                 | Haven (ab 1949)                                                        | Haven (ab 1949)                                                        |
| Bahnhof (Strecke außer Betrieb) | 53,4                                                                                 | Dybvad                                                                 | Dybvad                                                                 |
| Haltepunkt / Haltestelle (Strecke außer Betrieb) | 51,1                                                                                 | Idskov (ab 1952)                                                       | Idskov (ab 1952)                                                       |
| Bahnhof (Strecke außer Betrieb) | 48,7                                                                                 | Præstbro                                                               | Præstbro                                                               |
| Haltepunkt / Haltestelle (Strecke außer Betrieb) | 47,1                                                                                 | Lunderhede (ab 1949)                                                   | Lunderhede (ab 1949)                                                   |
| Haltepunkt / Haltestelle (Strecke außer Betrieb) |                                                                                      | Gammel Agersted (seit 1960)                                            | Gammel Agersted (seit 1960)                                            |
| Bahnhof (Strecke außer Betrieb) | 44,5                                                                                 | Agersted                                                               | Agersted                                                               |
| Haltepunkt / Haltestelle (Strecke außer Betrieb) | 41,8                                                                                 | Skelgården                                                             | Skelgården                                                             |
| Abzweig geradeaus und von links (Strecke außer Betrieb) |                                                                                      | Bahnstrecke Ørsø–Asaa nach Asaa                                        | Bahnstrecke Ørsø–Asaa nach Asaa                                        |
| Abzweig geradeaus und von rechts (Strecke außer Betrieb) |                                                                                      | geplante Bahnstrecke Brønderslev–Ørsø                                  | geplante Bahnstrecke Brønderslev–Ørsø                                  |
| Bahnhof (Strecke außer Betrieb) | 40,2                                                                                 | Ørsø                                                                   | Ørsø                                                                   |
| Bahnhof (Strecke außer Betrieb) | 37,1                                                                                 | Dronninglund                                                           | Dronninglund                                                           |
| Bahnhof (Strecke außer Betrieb) | 33,2                                                                                 | Rørholt (ursprünglich Bolle, im letzten Betriebsjahr Hst.)             | Rørholt (ursprünglich Bolle, im letzten Betriebsjahr Hst.)             |
| Haltepunkt / Haltestelle (Strecke außer Betrieb) | 30,1                                                                                 | Gettrup (ab 1949)                                                      | Gettrup (ab 1949)                                                      |
| Bahnhof (Strecke außer Betrieb) | 27,9                                                                                 | Ulsted                                                                 | Ulsted                                                                 |
| Haltepunkt / Haltestelle (Strecke außer Betrieb) | 25,0                                                                                 | Øster Hassing Kær (ab 1934)                                            | Øster Hassing Kær (ab 1934)                                            |
| Abzweig geradeaus und von links (Strecke außer Betrieb) |                                                                                      | geplante Bahnstrecke Gandrup–Hals                                      | geplante Bahnstrecke Gandrup–Hals                                      |
| Bahnhof (Strecke außer Betrieb) | 22,8                                                                                 | Gandrup                                                                | Gandrup                                                                |
| Bahnhof (Strecke außer Betrieb) | 19,8                                                                                 | Vester Hassing (als Bahnhof erbaut, später Hst.)                       | Vester Hassing (als Bahnhof erbaut, später Hst.)                       |
| Bahnhof (Strecke außer Betrieb) | 16,5                                                                                 | Stae (als Bahnhof erbaut, später Hst.)                                 | Stae (als Bahnhof erbaut, später Hst.)                                 |
| Bahnhof (Strecke außer Betrieb) | 15,0                                                                                 | Langholt                                                               | Langholt                                                               |
| Abzweig geradeaus und von rechts (Strecke außer Betrieb) |                                                                                      | von Østervrå                                                           | von Østervrå                                                           |
| Bahnhof (Strecke außer Betrieb) | 11,5                                                                                 | Vodskov                                                                | Vodskov                                                                |
| Haltepunkt / Haltestelle (Strecke außer Betrieb) | 7,9                                                                                  | Engholm Strand (1931–1949)                                             | Engholm Strand (1931–1949)                                             |
| Bahnhof (Strecke außer Betrieb) | 2,9                                                                                  | Nørresundby Havnestation                                               | Nørresundby Havnestation                                               |
| Abzweig geradeaus und von links (Strecke außer Betrieb) |                                                                                      | Hafenbahn Norresundby                                                  | Hafenbahn Norresundby                                                  |
| Strecke von links (außer Betrieb) · Strecke nach rechts (außer Betrieb) |                                                                                      | Bahnstrecke Randers–Aalborg von Randers, Bahnstrecke Aalborg–Hvalpsund | Bahnstrecke Randers–Aalborg von Randers, Bahnstrecke Aalborg–Hvalpsund |
| Strecke (außer Betrieb) · Strecke von links |                                                                                      | von Hvalpsund und Bahnstrecke Aalborg–Hadsund von Hadsund              | von Hvalpsund und Bahnstrecke Aalborg–Hadsund von Hadsund              |
| Strecke (außer Betrieb) · Bahnhof | 0,0                                                                                  | Aalborg                                                                | Aalborg                                                                |
| Strecke (außer Betrieb) · Haltepunkt / Haltestelle |                                                                                      | Aalborg Vestby (seit 2003)                                             | Aalborg Vestby (seit 2003)                                             |
| Strecke (außer Betrieb) · Brücke über Wasserlauf |                                                                                      | Limfjorden                                                             | Limfjorden                                                             |
| Strecke nach links (außer Betrieb) · Abzweig geradeaus, ehemals nach rechts und ehemals von rechts |                                                                                      |                                                                        |                                                                        |
| ehemaliger Bahnhof | 2,6                                                                                  | Nørresundby                                                            | Nørresundby                                                            |
| Bahnhof |                                                                                      | Lindholm (seit 2002)                                                   | Lindholm (seit 2002)                                                   |
| Abzweig geradeaus und ehemals nach links |                                                                                      | Hafenbahn Norresundby                                                  | Hafenbahn Norresundby                                                  |
| Abzweig ehemals geradeaus und nach rechts |                                                                                      | Bahnstrecke Frederikshavn–Aalborg nach Hjørring                        | Bahnstrecke Frederikshavn–Aalborg nach Hjørring                        |
| Haltepunkt / Haltestelle (Strecke außer Betrieb) | 4,7                                                                                  | Voerbjerg (ab 1957)                                                    | Voerbjerg (ab 1957)                                                    |
| Haltepunkt / Haltestelle (Strecke außer Betrieb) | 8,3                                                                                  | Vadum Kirke (ab 1934)                                                  | Vadum Kirke (ab 1934)                                                  |
| Bahnhof (Strecke außer Betrieb) | 9,9                                                                                  | Vadum                                                                  | Vadum                                                                  |
| Abzweig geradeaus und von links (Strecke außer Betrieb) |                                                                                      | Aalborg Lufthavn                                                       | Aalborg Lufthavn                                                       |
| Haltepunkt / Haltestelle (Strecke außer Betrieb) | 11,5                                                                                 | Nørlang (ab 1949)                                                      | Nørlang (ab 1949)                                                      |
| Bahnhof (Strecke außer Betrieb) | 14,0                                                                                 | Biersted                                                               | Biersted                                                               |
| Haltepunkt / Haltestelle (Strecke außer Betrieb) | 17,5                                                                                 | Knøsgård                                                               | Knøsgård                                                               |
| Bahnhof (Strecke außer Betrieb) | 19,2                                                                                 | Aabybro                                                                | Aabybro                                                                |
| Bahnhof (Strecke außer Betrieb) | 20,2                                                                                 | Ryå (ab 1913)                                                          | Ryå (ab 1913)                                                          |
| Abzweig geradeaus und nach rechts (Strecke außer Betrieb) |                                                                                      | Bahnstrecke Hjørring–Løkken–Aabybro nach Løkken                        | Bahnstrecke Hjørring–Løkken–Aabybro nach Løkken                        |
| Bahnhof (Strecke außer Betrieb) | 22,6                                                                                 | Birkelse                                                               | Birkelse                                                               |
| Haltepunkt / Haltestelle (Strecke außer Betrieb) | 25,1                                                                                 | Ulveskoven (ab 1949)                                                   | Ulveskoven (ab 1949)                                                   |
| Haltepunkt / Haltestelle (Strecke außer Betrieb) | 26,3                                                                                 | Langeslund Mark (ab 1953)                                              | Langeslund Mark (ab 1953)                                              |
| Bahnhof (Strecke außer Betrieb) | 27,1                                                                                 | Arentsminde                                                            | Arentsminde                                                            |
| Bahnhof (Strecke außer Betrieb) | 29,7                                                                                 | Halvrimmen                                                             | Halvrimmen                                                             |
| Haltepunkt / Haltestelle (Strecke außer Betrieb) | 31,4                                                                                 | Jægerum                                                                | Jægerum                                                                |
| Bahnhof (Strecke außer Betrieb) | 34,0                                                                                 | Brovst                                                                 | Brovst                                                                 |
| Bahnhof (Strecke außer Betrieb) | 36,5                                                                                 | Skovsgård                                                              | Skovsgård                                                              |
| Haltepunkt / Haltestelle (Strecke außer Betrieb) | 38,3                                                                                 | Årupvej (ab 1949)                                                      | Årupvej (ab 1949)                                                      |
| Haltepunkt / Haltestelle (Strecke außer Betrieb) | 29,3                                                                                 | Årup Hede (ab 1961)                                                    | Årup Hede (ab 1961)                                                    |
| Bahnhof (Strecke außer Betrieb) | 44,7                                                                                 | Bonderup                                                               | Bonderup                                                               |
| Haltepunkt / Haltestelle (Strecke außer Betrieb) | 45,7                                                                                 | Myager (ab 1965)                                                       | Myager (ab 1965)                                                       |
| Haltepunkt / Haltestelle (Strecke außer Betrieb) | 46,6                                                                                 | Skræm                                                                  | Skræm                                                                  |
| Haltepunkt / Haltestelle (Strecke außer Betrieb) | 47,6                                                                                 | Husby (ab 1936)                                                        | Husby (ab 1936)                                                        |
| Haltepunkt / Haltestelle (Strecke außer Betrieb) | 49,3                                                                                 | Ågård Skov (ab 1952)                                                   | Ågård Skov (ab 1952)                                                   |
| Bahnhof (Strecke außer Betrieb) | 52,7                                                                                 | Fjerritslev                                                            | Fjerritslev                                                            |
| Strecke (außer Betrieb) |                                                                                      | Bahnstrecke Thisted–Fjerritslev nach Thisted                           | Bahnstrecke Thisted–Fjerritslev nach Thisted                           |
| |                                                                                      |                                                                        |                                                                        |
| Quellen: |                                                                                      |                                                                        |                                                                        |

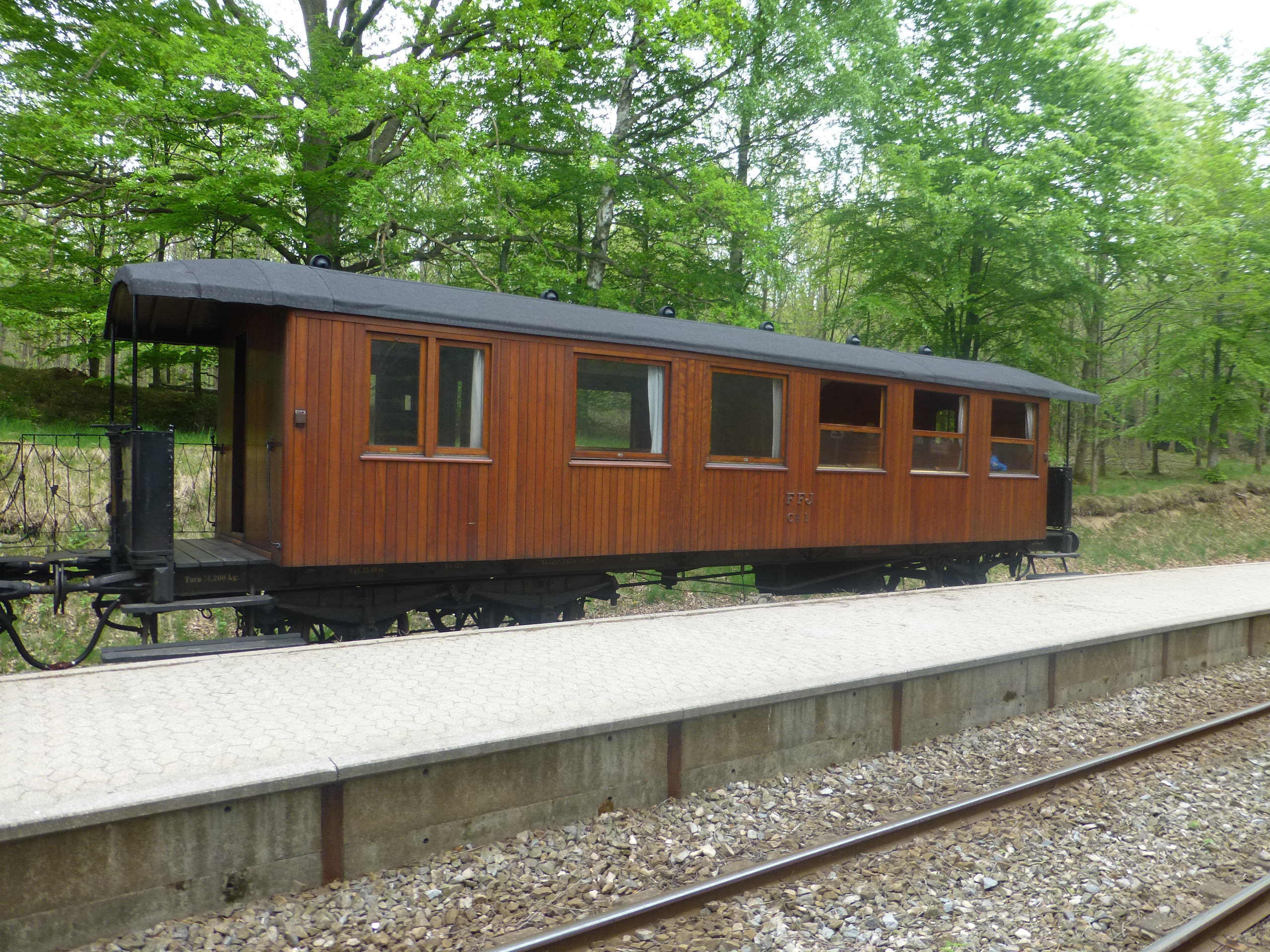
Der Personenwagen FFJ CB 1 ist erhalten und gehört dem Nordsjællands Jernbaneklub

Die Bahnstrecke Fjerritslev–Frederikshavn war eine private normalspurige eingleisige Bahnstrecke zwischen Fjerritslev und Frederikshavn in Nordjütland. Die Strecke mit einer Gesamtlänge von fast 133 km wurde in mehreren Abschnitten eröffnet. Sie wurde von der Eisenbahngesellschaft Fjerritslev–Frederikshavn Jernbane (FFJ) gebaut.
Die Gesellschaft betrieb diese Strecke mit zwei Ästen, der Strecke Nørresundby–Fjerritslev und der Strecke Nørresundby–Sæby–Frederikshavn, dänisch Sæbybanen genannt. Später kam die Nebenbahn Ørsø–Asaa, dänisch Asaabanen genannt, hinzu. Der westliche Zweig wurde dänisch Fjerritslevbanen genannt. Dieser Name ist jedoch nicht eindeutig, da er auch von der Thisted–Fjerritslev Jernbane (TFJ) verwendet wurde, die in Thisted mit der Bahnstrecke Thisted–Fjerritslev anschloss.

## Geschichte

### Fjerritslev–Frederikshavn Jernbane
Im großen Eisenbahngesetz vom 8. Mai 1894 waren die Bahnstrecken Nørresundby–Fjerritslev und Sæby–Frederikshavn enthalten. Die Konzessionen wurden am 26. Juni 1896 erteilt. Die Gesellschaft Fjerritslev–Frederikshavn Jernbane (FFJ) bewarb sich für beide Strecken.
Das Eisenbahngesetz schrieb vor, dass die beiden Bahnen die Möglichkeit haben sollten, die DSB-Strecke zwischen Nørresundby und Aalborg zu verwenden. Der Bahnhof Aalborg sollte vergrößert werden, bevor er die Endstation für die beiden Strecken werden sollte. Die Fjerritslevbane begann in Nørresundby und die Sæbybane von einer 1874 angelegten temporären Station mit dem Namen Nørresundby Havnebane.
1910 wurde die Sæby Havnebane gegründet und 1914 kam die Bahnstrecke Ørsø–Asaa hinzu. Hier fuhren Züge in der Regel die Strecke Dronninglund–Ørsø–Asaa, später fuhren Züge bis nach Aalborg durch. Damit war eine ursprüngliche Idee verwirklicht: die ersten Pläne der Sæbybane bestanden aus den Abschnitten Nørresundby–Asaa und Frederikshavn–Sæby mit Anschluss an einen Punkt der Asaabane.
Die Gesamtlänge betrug 136,9 km. Hinzu kamen die von der Gesellschaft befahrenen 2,6 km zwischen Aalborg und Nørresundby, die den Danske Statsbaner gehörten. Ab 1942 wurde die Kiesbettung durch eine Schüttung aus Schotter ersetzt.
Die meisten Bahnhofsgebäude wurden von Paul Severin Arved Paulsen aus Randers entworfen.

### Bahnstrecke Nørresundby–Fjerritslev
Die Einweihung der 50,1 km langen Strecke erfolgte am 19. März 1897. Beim Bau wurden Schienen mit einem Metergewicht von 17,5 kg verlegt.
Dieser Streckenabschnitt wurde am 1. April 1969 stillgelegt.

#### Bahnhöfe
- Ryå: die Betriebsstelle wurde 1913 mit der Eröffnung der Hjørring–Løkken–Aabybro Jernbane (HLA) als Trennungsbahnhof eingerichtet, zwischen 1913 und 1952 nur von Zügen der HLA bedient, Fahrkartenverkauf nur für den Verkehr auf der Privatbahn, keine Güterwagenabfertigung.
- Ulveskov: der 1949 errichtete Haltepunkt war ein beliebtes Ausflugsziel. Dort lag Kobberøds Tivoli mit Autoscooter und Tretbooten. Der Eigentümer des Vergnügungsparks Filip Kobberød konnte die Bahngesellschaft davon überzeugen, einen Haltepunkt zu errichten. Viele Kinder aus ganz Nordjütland führten ihren Schulausflug mit Sonderzügen durch. Dies endete nach der Stilllegung der Bahnstrecke, da der Vergnügungspark abseits der öffentlichen Straßen lag.
- Arentsminde: ursprünglich eine besetzte Fahrkartenverkaufsstelle (dänisch Billetsalgssted), später Bahnhof mit Einrichtungen für Viehverladung.
- Halvrimmen: ursprünglich eine besetzte Fahrkartenverkaufsstelle, später Bahnhof mit 146 m Kreuzungsgleis sowie Ladegleis mit Portalkran.
- Jægerum: Haltepunkt mit Anschlussgleis zur Kiesgrube Jægerum.
- Brovst: Bahnhof mit 450 m Kreuzungsgleis sowie Ladegleis und Endrampe für Viehverladung.[2]
- Skovsgård: Bahnhof mit 450 m Kreuzungsgleis sowie Ladegleis und Endrampe.
- Bonderup:  Bahnhof mit 450 m Kreuzungsgleis und Einrichtungen für Viehverladung.
- Skræm: die in den letzten Jahrzehnten als Haltepunkt eingestufte Station besaß ursprünglich eine besetzte Fahrkartenverkaufsstelle.
- Fjerritslev: der Bahnhof gehörte den beiden Bahngesellschaft FFJ und Thisted–Fjerritslev Jernbane gemeinsam. Die große Station hatte 19 Weichen, ein Lagerhaus, einen Wasserkran, eine Drehscheibe, einen Lokschuppen und ein Übernachtungsgebäude, die ebenfalls gemeinsam genutzt wurden.

#### Erhaltene Bahnhofsgebäude
Die Bahnhofsgebäude in Vadum, Brovst und Fjerritslev wurden abgerissen. Erhalten sind die Gebäude in Biersted, Aabybro, Birkelse, Arentsminde, Halvrimmen, Skovsgård, Bonderup und Skræm.

#### Erhaltener Bahndamm
Rund 30 Kilometer des ehemaligen Bahndammes sind erhalten. Der Wanderweg Vadum Banesti wurde am 3. September 2014 eingeweiht. Er folgt sechs Kilometer dem Damm auf drei Streckenabschnitten zwischen Aalborg Vandskistadion und Biersted. Der Banestien  führt rund 4,5 Kilometer von Biersted  Richtung Aabybro. Zwischen Årup und Fjerritslev sind 13 Kilometer als Schotterweg erhalten, der auch von Fahrzeugen benutzt werden kann.

### Bahnstrecke Nørresundby Havn–Sæby–Frederikshavn
Die 77,7 Kilometer lange Strecke Nørresundby Havn–Sæby–Frederikshavn wurde am 18. Juli 1899 eröffnet. Beim Bau wurden Schienen mit einem Metergewicht von 17,5 kg verlegt. 1909 wurde begonnen, die Strecke östlich von Nørresundby mit Schienen mit 22,5 kg/m auszurüsten.
Die Strecke wurde in zwei Teilabschnitten stillgelegt: zwischen Sæby und Frederikshavn erfolgte die Betriebseinstellung am 27. Mai 1962. Dafür erhielt die FFJ eine Ablösesumme von 100.000 Kronen. Mit der Stilllegung konnten im Stadtgebiet von Frederikshavn 16 Bahnübergänge aufgelöst werden. Die bereits zu dieser Zeit existierenden Pläne einer Verlegung des Bahnhofes in Frederikshavn enthielten nur Vorschläge für die Bahnstrecke Frederikshavn–Skagen.
Die Stilllegung des Abschnittes Nørresundby–Sæby sowie die anschließende Nebenstrecke Ørsø–Asaa erfolgte am 31. März 1968. Hintergrund der Stilllegung war der Bau einer neuen Autobahnstrecke. Durch die Einstellung der Strecke konnte auf verschiedene Brückenbauten verzichten werden.

#### Bahnhöfe
- Nørresundby Havnestation: Der Bahnhof hatte einen Lokschuppen, eine Drehscheibe sowie einen Wasserturm und eine Werkstatt für die Fahrzeugbehandlung, in der nach der Stilllegung der Strecke 1968 noch bis zum Abriss der Gebäude 1969 gearbeitet wurde.
- Langholt: Bahnhof mit Kreuzungsmöglichkeit und Ladegleis. Die Station lag vier Kilometer in Horsens östlich von Vodskov und wurde Langholt Hovedgård genannt, um Verwechslungen mit Horsens in Østjylland zu vermeiden. Der Ort heißt nunmehr Langholt.
- Rørholt: Bahnhof mit Gehege für zu verschickendes Vieh, kombiniertem Überhol- und Ladegleis. Ursprünglicher Name Bolle nach dem naheliegenden Ort, die letzten Betriebsjahre nur noch Haltestelle.
- Dronninglund: Bahnhof mit Überhol- und Ladegleis, Wasserturm, Wasserkran, Portalkran sowie Drehscheibe und einständiger Lokschuppen für den Triangel-Triebwagen der Strecke nach Asaa.
- Dybvad: Bahnhof mit Abstellgleisen und Anschlussgleisen zur Kartoffelmehlfabrik und zum Ziegelwerk.
- Volstrup: Bahnhof mit Überhol- und Ladegleis, die letzten Betriebsjahre nur Haltestelle.
- Sæby: Bahnhof mit Restaurant, Abzweig der Hafenbahn, ab 1962 Endstation.

#### Frederikshavn G
Südlich der DSB-Station hatte die FFJ einen eigenen Güterbahnhof Frederikshavn G. Dort waren ein halbrunder, dreiständiger Lokschuppen sowie ein einständiger Lokschuppen und weitere Gebäude für die Güterabfertigung und Übernachtung vorhanden.

#### Erhaltene Bahnhofsgebäude
Die Bahnhöfe Nørresundby H (1969), Langholt, Stae (Anfang der 1970er Jahre), Gandrup, Dronninglund, Sæby (Güterschuppen teilweise vorhanden), Bangsbo und Frederikshavn G wurden abgerissen. Erhalten sind die Gebäude in Vodskov, Vester Hassing, Ulsted, Rørhol, Ørsø, Asaa, Agersted, Præstbro, Dybvad, Hørby, Volstrup und Understed.

#### Erhaltener Bahndamm
Der Bahndamm ist auf rund 13 Kilometer erhalten. Am bekanntesten ist der Sæbybanestien mit zwölf Kilometern. In Sæby verläuft die ehemalige Strecke in der Mitte der Europastraße 45, so dass es nur vier Kilometer einen gesonderten Fahrradweg auf dem ehemaligen Bahndamm gibt. 2004 wurde von der Aalborg Kommune der Syrestien in Nørresundby angelegt, bei dem einfach der Zwischenraum zwischen den beiden Schienen mit Asphalt gefüllt wurde.

## Betrieb
Nach der Eröffnung der Strecken fuhren täglich drei Personenzugpaare sowie nach Bedarf zwei bis drei Güterzugpaare. 1914 verkehrten auf der Fjerritslevbane werktags vier Personenzugpaare und ein Güterzugpaar, an Sonntagen fünf Personenzugpaare. Auf der Sæbybane waren vier Personenzugpaare unterwegs, der Güterzug fuhr nach Bedarf auf einzelnen Teilstrecken. Im Laufe der 1920er Jahre wurden erstmals einige lokbespannte Personenzüge durch Triebwagen ersetzt.
Im Sommer 1947 verkehrten auf der Fjerritslevbane werktags sieben und an Sonntagen sechs Personenzugpaare. Auf der Sæbybane waren dies sechs beziehungsweise fünf Personenzugpaare.
Beide Streckenteile wurden unabhängig voneinander betrieben, es gab keine durchgehende Züge zwischen Fjerritslev und Frederikshavn. Es wäre Dänemarks längste Privatbahn mit 129 km gewesen, aber allein die Strecke Sæby–Frederikshavn war bis 1917 bis zum Bau der Troldhedebane die längste Privatbahn.
Nørresundby Havnestation oder Nørresundby H (wobei das H ausnahmsweise nicht für Hovedbanegård stand) sollte die zentrale Dienststelle der FFJ werden. Es kam jedoch zu einer Zusammenarbeit mit den beiden südlich des Fjords bestehenden Privatbahnen Aalborg–Hadsund Jernbane mit der Bahnstrecke Aalborg–Hadsund und der Aars–Nibe–Svenstrup Jernbane mit der Bahnstrecke Aalborg–Hvalpsund. 1901 wurde eine gemeinsame Werkstatt und ein Betriebswerk errichtet und am 8. Dezember 1902 eingeweiht.
Die drei Unternehmen hatten damit eine gemeinsame Zugleitung sowie einen gemeinsamen Güterbahnhof im Bahnhof Aalborg G. Im gleichen Jahr wurde der erweiterte Bahnhof Aalborg in Betrieb genommen, in dem die überwiegende Mehrheit der Privatbahnzüge endete. Am 16. Oktober 1902 schufen die drei Unternehmen die gemeinsame Betriebsgesellschaft Nordjyllands Forenede Privatbaner, die 1915 in Aalborg Privatbaner umbenannt wurde, nachdem Hjørring Privatbaner mit der Bahnstrecke Hjørring–Hirtshals der Betriebsgesellschaft beigetreten war.
Auf dem Abschnitt Nørresundby–Fjerritslev wurde in den letzten Betriebsjahren versucht, die Reisegeschwindigkeit zu erhöhen. Zusammen mit TFJ wurde die Strecke Aalborg–Thisted mit Schnelltriebzügen (Lyntog) befahren, die nur an den großen Bahnhöfen hielten.
Nach der Stilllegung wurde ein Teil der ehemaligen Eisenbahnstrecke zwischen Sæby und Frederikshavn für den Bau einer neuen Autobahn benutzt. Östlich von Nørresundby wurde die neue Autobahn mit dem Limfjordtunnel  zum Teil auf der ehemaligen Bahnstrecke gebaut. Sæbybanen wurde für dieses Projekt ein Jahr vor den anderen Privatbahnen in Aalborg stillgelegt.

### Weitere Bahnprojekte
Das große Eisenbahngesetz vom 20. März 1918 enthielt eine Nebenbahn von Gandrup nach Hals, möglicherweise mit einer Verlängerung nach Hou. Dieses Vorhaben wurden nicht ausgeführt.

## Hafenbahn Norresundby
FFJ übernahm am 1. August 1900 die 1,2 Kilometer lange Hafenbahn Nørresundby. Die Schienen mit einem Metergewicht 17,5 kg wurden zwischen 1910 und 1911 durch solche mit einem Metergewicht von 31,5 kg ersetzt.
2002 wurde die Hafenbahn stillgelegt.

## VerbindungskurveKrøllen
FFJ legte 1900 die einen Kilometer lange Verbindungskurve Krøllen an, der von der Eisenbahnbrücke über den Limfjord in einer scharfen Rechtskurve zur Nørresundby Havnestation führte, so dass die Züge von Sæby den Kopfbahnhof Nørresundby umgehen konnten. Diese Verbindungskurve wurde am 5. September 1900 in Betrieb genommen. Die Schienen mit einem Metergewicht 17,5 kg wurden zwischen 1916 und 1917 durch solche mit einem Metergewicht von 45 kg ersetzt.

## Hafenbahn Sæby
Die 1,5 Kilometer lange Hafenbahn in Sæby wurde 1910 in Betrieb genommen.
Der Hafen war wichtig für Sæby. So wurden nur wenige Jahre, nachdem die Eisenbahn den Ort erreicht hatte, Industriegleise angelegt, die in den Hafen führten. Die Hafenbahn wurde 1910 in Betrieb genommen und führte auf einer südöstlichen Kurve in das Hafengebiet. Ein Teil dieser Kurve wurde auf einem Damm in der Ostsee angelegt, der zwischenliegende Bereich aufgefüllt und als Teer- und Trockenplatz für Seile in der Zeit von etwa 1935 bis 1955 verwendet. Ab 1955 erfolgte die Erweiterung dieses Bereiches für Industrieansiedlungen südlich des Bahndammes. Der Damm wurde zudem schrittweise nach Norden erweitert, der Trockenplatz gleichzeitig nach Süden verlegt.
Damit konnte der angelieferte Fisch schnell in das Hinterland transportiert werden. Die einheimischen Fischer waren gute Kunden der FFJ und bildeten einen wesentlichen Teil des Verkehrs der Sæbybane. Kohle wurde mit Frachtschiffen für das örtliche Gaswerk, die Gießerei, die Maschinenfabrik und den Schlachthof angeliefert. Bei Bedarf wurde die Kohle mit dem Zug in das Landesinnere gebracht und war so neben Fisch und Düngemitteln, für die ein eigenes Lagerhaus im Hafen gebaut wurde, ein weiteres Standbein im Güterverkehr der FFJ.
Der Hafen hat sich zwischen 1910 und 1980 kaum verändert. Die Fischereiindustrie breitete sich auf dem neu gewonnenen Land entlang der Ringstraße aus. Die Angelboote im Hafen wurden im Laufe der Jahre durch Yachten ersetzt. Erst seit den 1980er Jahren ersetzt ein großer Yachthafen den Hafenbereich, wo früher die Fischerboote lagen. Um Platz für die vielen Yachten zu schaffen, die Sæby anlaufen, wurde der Hafen verbreitert und Sanitäreinrichtungen für die Segler geschaffen.
Für die Erweiterung der Fischfabrik Sæby wurde ein Großteil des Bahngeländes benötigt. So endete 1967 der Verkehr auf der Hafenbahn.

## Busunternehmen
Die Eisenbahngesellschaft Fjerritslev–Frederikshavn Jernbane (FFJ) betrieb zudem einige Buslinien:
- Gandrup–Hals, eine ursprüngliche Postbuslinie
- Aalborg–Pandrup–Blokhus. Diese Linie wurde privat etwa 1929 eröffnet, FFJ übernahm 1939 die Konzession und 1942 den Betrieb
- Aalborg–Flavenskjold–Sæby–Frederikshavn, 1953 eröffnet, 1956 verkauft
- Dronninglund–Aasa–Frederikshavn

Ab 1946 wurden zudem Busse als Ersatz für Züge in deren Fahrplänen gefahren.